# Vermelha
Vermelha es una freguesia portuguesa del concelho de Cadaval, con 11,92 km² de superficie y 1.390 habitantes (2001). Su densidad de población es de 116,6 hab/km².